# Umama bint Abi l-'As ibn Rabi'a
Umāma bint Abi l-'As ibn Rabi'a (in arabo أمامة بنت أبي العاص بن الربيع‎?, Umāma bt. Abī l-ʿĀṣ b. al-Rabīʿa; ... – 685) è stata la figlia di Zaynab e di Abū l-ʿĀṣ b. al-Rabiʿa, quindi nipote per parte materna del profeta dell'Islam Maometto.
È pertanto enumerata a buon diritto tra i Compagni di Maometto.
Dopo la morte di sua zia materna Fatima bint Muhammad sposò suo zio materno, il cugino di Maometto ʿAlī b. Abī Ṭālib, generandogli un figlio di nome Muhammad (da non confondere con Muhammad ibn al-Hanafiyya).
Morì nel 685, equivalente al 66 dell'Egira.